# Seznam pasovských biskupů

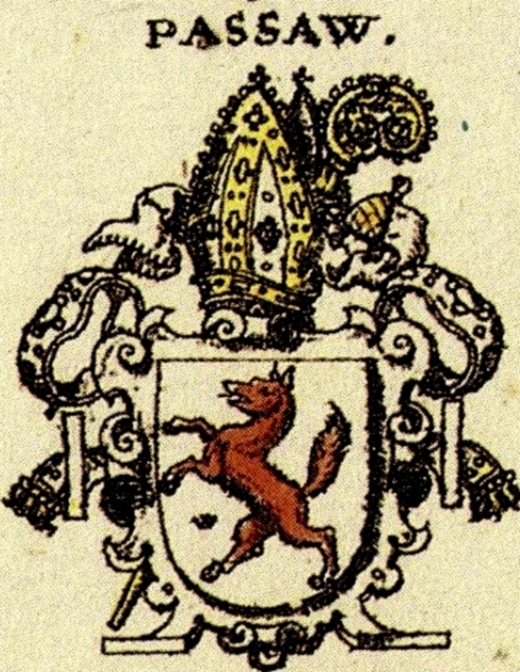
Znak pasovského biskupství ze Siebmacherova Wappenbuchu z roku 1605

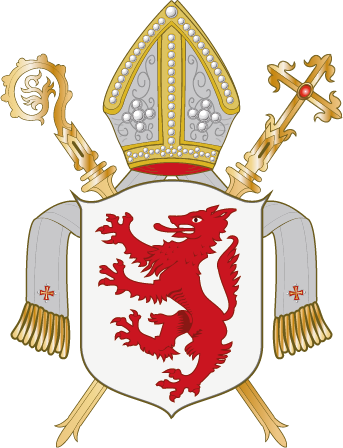
Moderní podoba znaku biskupství

Toto je seznam biskupů pasovské diecéze. V letech 1215–1803 měli titul říšských knížat a směli se účastnit říšského sněmu.
- ?–475 Sv. Valentin z Raetie – nejde o svatého Valentina slaveného 14. února
- 739–? Vivilo
- ?–753/54 Beatus
- 753–756 Sidonius z Pasova
- Anthelm z Pasova
- 770–777 Wisurich
- 777–804/05 Waldrich
- 804/05–806 Urolf
- 806–817 Hatto
- 818–838 Reginhar
- sedisvakance
- 840–866 Hartvík
- 866–874 Ermanrich
- 875–897 Engelmar
- 898–899 Wiching
- 899–902 Richard
- 903–915 Burchard
- 915–932 Gumpold
- 932–946 Gerhard
- 946–970/71 Adalbert
- 971–991 Pilgrim
- 991–1013 Kristián
- 1013–1045 Berengar
- 1045–1065 Egilbert
- 1065–1091 bl. Altmann
- 1092–1121 Udalrich
- 1121–1138 Reginmar
- 1138–1147/48 Reginbert Hagenavský
- 1148/49–1164 Konrád Babenberský
- 1164–1165 Rupert I.
- 1165–1169 Albono
- 1169–1172 Jindřich I. z Bergu
- 1172–1190 Děpold z Bergu
- 1191–1204 Wolfger z Erly
- 1204–1206 Poppo
- 1206–1215 Manegold z Bergu
- 1215–1221 Oldřich II.
- 1222–1232 Gebhard I. z Plainu
- 1233–1250 Rüdiger z Bergheimu
- 1250 Konrád I. Hlohovský
- 1250–1254 Berthold z Pietengau
- 1254–1265 Otto z Lonsdorfu
- 1265 Vladislav Vratislavský  (zvolen, ale úřadu se neujal)
- 1265–1280 Petr
- 1280–1282 Wichard z Pohlheimu
- 1282/83–1285 Gottfried
- 1285–1313 Bernhard z Prambachu
- 1313–1317 sedisvakance
- 1313 Albrecht II. Habsburský „Moudrý“
- 1313–1315 Gebhard II. z  Walsee
- 1317–1319 Henri de la Tour-du-Pin
- 1320–1342 Albert II. Sasko-Wittenberský
- 1342–1362 Gottfried z Weißenecku
- 1363–1380 Albert III. Winkel
- 1381–1387 Jan ze Scharffenbergu
- 1387–1388 Heřman Digni
- 1388–1390 Rupert Jülišsko-Berský
- 1390–1423 Jiří z Hohenlohe, 1418–1423 arcibiskup ostřihomský
- 1423/24–1451 Leonard z Laimingu
- 1451–1479 Oldřich z Nußdorfu
- 1480–1482 Georg Hessler
- 1482–1485 Fridrich Mauerkircher
- 1485–1490 Fridrich z Öttingenu
- 1490–1500 Kryštof ze Schachneru
- 1500–1517 Wiguleus Fröschl z Marzollu
- 1517–1541 Arnošt Bavorský
- 1541–1555 Wolfgang ze Salmu
- 1555–1561 Wolfgang z Closenu
- 1561–1598 Urban z Trennbachu
- 1598–1625 Leopold V. Habsburský
- 1625–1662 Leopold Vilém Habsburský
- 1662–1664 Karel Josef Habsburský
- 1664–1673 Václav hrabě z Thun-Hohensteinu
- 1673–1689 Šebestián Jan z Pötting-Persingu
- 1689–1712 kardinál Jan Filip z Lambergu
- 1713–1722 Raymund Ferdinand z Rabatta
- 1723–1761 kardinál Josef Dominik z Lambergu

| číslo | jméno                                 | od           | do           |
| ----- | ------------------------------------- | ------------ | ------------ |
| 69    | Josef Maria z Thun-Hohensteinu        | 1761         | 1763         |
| 70    | kardinál Leopold Arnošt z Firmianu    | 1763         | 1783         |
| 71    | kardinál Josef František z Auerspergu | 1783         | 1795         |
| 72    | Tomáš Jan Kašpar z Thun-Hohensteinu   | 1795         | 1796         |
| 73    | Leopold Leonhard z Thun-Hohensteinu   | 13. 12. 1796 | 22. 10. 1826 |
| 74    | Karl Josef von Riccabona              | 25. 12. 1826 | 25. 05. 1839 |
| 75    | Heinrich von Hofstätter               | 06. 07. 1839 | 12. 05. 1875 |
| 76    | Josef Franz von Weckert               | 04. 10. 1875 | 13. 03. 1889 |
| 77    | Antonius von Thoma                    | 24. 03. 1889 | 23. 10. 1989 |
| 78    | Michael von Rampf                     | 08. 12. 1889 | 29. 03. 1901 |
| 79    | Anton von Henle                       | 03. 04. 1901 | 18. 10. 1906 |
| 80    | Sigismund Felix von Ow-Felldorf       | 18. 10. 1906 | 11. 05. 1936 |
| 81    | Simon Konrad Landersdorfer            | 11. 09. 1936 | 27. 10. 1968 |
| 82    | Antonius Hofmann                      | 27. 10. 1968 | 15. 10. 1984 |
| 83    | Dr. Franz Xaver Eder                  | 15. 10. 1984 | 08. 01. 2001 |
| 84    | Wilhelm Schraml                       | 13. 12. 2001 | 01. 10. 2012 |
| 85    | Stefan Oster                          | 04. 04. 2014 |              |